# لا بوكاريه (كيبك)
لا بوكاريه (بالإنجليزية: La Pocatière)‏ هي بلدة و بلدية محلية في كيبيك تقع في كندا في Kamouraska. يقدر عدد سكانها بـ 4,266 نسمة ومساحتها 20.30 كم2 .

## المدن التوأمة
مدينة كوتانس هي مدينة توأمة لـلا بوكاريه (كيبك).

## أعلام
- تشارلز ريتشارد